# Cheiracanthium jovium
Cheiracanthium jovium là một loài nhện trong họ Miturgidae.
Loài này thuộc chi Cheiracanthium. Cheiracanthium jovium được J. Denis miêu tả năm 1947.